# Ela Disse Adeus
"Ela Disse Adeus" é uma canção da banda de rock brasileira Os Paralamas do Sucesso, primeira música de trabalho do álbum Hey Na Na. De acordo com seu compositor Herbert Vianna, é inspirado em uma namorada de seu irmão mais novo Helder, que apesar da proximidade com a família um dia simplesmente deixou a casa, levando Herbert a escrever uma música "como uma crônica a partir de um terceiro ponto de vista."
O videoclipe, cujos diretores foram Andrucha Waddington, Breno Silveira e Tony Vanzollini da Conspiração Filmes, foi gravado ao estilo de um filme mudo, em preto e branco, com letreiros contendo trechos da letra, e é repleto de cenas cômicas. A atriz Fernanda Torres fez o papel de uma sonhadora dona de casa que se livra de seus três amantes abusivos, interpretados pelos três Paralamas.

## Prêmios e indicações
Em dezembro de 2012, o o videoclipe de Ela Disse Adeus foi eleito, pelo jornal Folha de S.Paulo "O Melhor Clipe Brasileiro de Todos os Tempos"..
| Ano  | Prêmio                 | Categoria                     | Resultado |
| ---- | ---------------------- | ----------------------------- | --------- |
| 1998 | MTV Video Music Brasil | Videoclipe do Ano             | Venceu    |
| 1998 | MTV Video Music Brasil | Escolha da Audiência          | Indicado  |
| 1998 | MTV Video Music Brasil | Videoclipe de Pop             | Venceu    |
| 1998 | MTV Video Music Brasil | Direção em Videoclipe         | Venceu    |
| 1998 | MTV Video Music Brasil | Edição em Videoclipe          | Indicado  |
| 1998 | MTV Video Music Brasil | Direção de Arte em Videoclipe | Venceu    |
| 1998 | MTV Video Music Brasil | Fotografia em Videoclipe      | Venceu    |